# Сирмапосинское сельское поселение
Сирмапоси́нское се́льское поселе́ние (чув. Çырмапуç ял тăрăхĕ) — муниципальное образование в составе Чебоксарского района Чувашской Республики. Административный центр — деревня Чиршкасы. Поселение образуют 6 деревень и 1 село.

## География
Поселение расположено к юго-востоку от районного центра — посёлка Кугеси (на севере поселение граничит с Кугесьским и Лапсарским сельскими поселениями). По территории поселения пролегает автодорога федерального значения М7 «Волга». Поселение расположено в бассейне реки Рыкша.

## Состав сельского поселения
| № | Населённый пункт   | Тип населённого пункта          | Население |
| - | ------------------ | ------------------------------- | --------- |
| 1 | Чиршкасы           | деревня, административный центр | ↘615      |
| 2 | Большое Янгильдино | деревня                         | ↗180      |
| 3 | Икково             | село                            | ↗535      |
| 4 | Карандайкасы       | деревня                         | ↗355      |
| 5 | Сирмапоси          | деревня                         | ↘178      |
| 6 | Шакулово           | деревня                         | ↗69       |
| 7 | Ямбарусово         | деревня                         | ↗179      |

## Население
| 2010  | 2012  | 2013  | 2014  | 2015  | 2016  | 2017  |
| ----- | ----- | ----- | ----- | ----- | ----- | ----- |
| 2030  | ↘2023 | ↘2001 | ↘1972 | ↘1959 | ↗1976 | ↘1932 |
| 2018  | 2019  | 2020  | 2021  |       |       |       |
| ↘1920 | ↘1886 | ↘1869 | ↘1857 |       |       |       |

## Организации
СХПК — колхоз имени Куйбышева, колхоз «1-е Мая», подсобное хозяйство ООО «ЯкМал», Фермерское хозяйство «Кармал и К», ЧП «Дубрава», АЗС-15 « Чувашнефтепродукт», АЗС «Лукойл», Икковское отделение почтовой связи
Предприятия торговли и услуг
3 магазина Кугеського РПО, 4 магазина индивидуальных предпринимателей, кафе «Маяк».